# Căn cứ Đức Phổ
Căn cứ Đức Phổ (còn gọi là Sân bay Đức Phổ, LZ Bronco, LZ Montezuma và Núi Đàng) là căn cứ quân sự cũ của Thủy quân lục chiến Mỹ và Lục quân Mỹ tọa lạc tại huyện Đức Phổ, tỉnh Quảng Ngãi, Việt Nam Cộng hòa.

## Lịch sử
Căn cứ này nằm dọc theo Quốc lộ 1, gần giữa Đà Nẵng và Quy Nhơn.
LZ Montezuma ban đầu do Lực lượng Đặc nhiệm X-Ray của Thủy quân lục chiến Mỹ lập nên và Tiểu đoàn 2, Trung đoàn 5 Thủy quân lục chiến cùng Tiểu đoàn 3, Trung đoàn 7 Thủy quân lục chiến đóng quân tại đây cho đến ngày 1 tháng 4 năm 1967 thì được Sư đoàn 1 Kỵ binh thay thế trong Chiến dịch Lejeune.:5–341
Sư đoàn 1 Kỵ binh liền cho xây dựng một đường băng có khả năng hạ cánh máy bay de Havilland Canada C-7 Caribou tại căn cứ vào đầu tháng 4.:5–341 Vào cuối tháng 4, Sư đoàn 1 Kỵ binh đã bàn giao căn cứ cho Lữ đoàn 3, Sư đoàn 25 Bộ binh bao gồm:
- Tiểu đoàn 1, Trung đoàn 14 Bộ binh[2]
- Tiểu đoàn 1, Trung đoàn 35 Bộ binh[2]:148
- Tiểu đoàn 2, Trung đoàn 35 Bộ binh[2]:148

Ngày 1 tháng 8 năm 1967, Lữ đoàn 3 trực thuộc một phần của Sư đoàn 4 Bộ binh, trong khi Lữ đoàn 3 của Sư đoàn 4 Bộ binh tại Căn cứ Dầu Tiếng lại trở thành một phần của Sư đoàn 25 Bộ binh quân Mỹ.
Đức Phổ đóng vai trò là căn cứ của Sư đoàn Không vận 101 từ tháng 6 đến tháng 11 năm 1967.:156

Máy bay C-7 Caribou 62-4161 lao xuống đất sau khi bị pháo binh của Quân đội Mỹ bắn trúng, ngày 3 tháng 8 năm 1967. Ảnh do Hiromichi Mine chụp.

Các đơn vị khác đóng quân tại Đức Phổ bao gồm:
- Tiểu đoàn 2, Trung đoàn 11 Pháo binh (Tháng 4 năm 1967–Tháng 1 năm 1968)[2]:98
- Tiểu đoàn 6, Trung đoàn 11 Pháo binh (Tháng 12 năm 1967–Tháng 9 năm 1971)[2]:98
- Tiểu đoàn 3, Trung đoàn 1 Bộ binh (Tháng 12 năm 1967–Tháng 6 năm 1971)[2]:136
- Lữ đoàn 198 Khinh binh (Tháng 10–Tháng 11 năm 1967)[2]:138

Ngày 3 tháng 8 năm 1967, chiếc C-7 Caribou (#62-4161) khi đang tiếp cận Đức Phổ thì bị trúng một quả đạn pháo 155mm bắn ra làm đứt phần đuôi khiến máy bay rơi khiến cả 3 thành viên phi hành đoàn thiệt mạng. Chiếc C-7 rơi xuống đã được Hiromichi Mine chụp ảnh ngay trước khi va chạm.

## Hiện tại
Căn cứ này hiện tại bị bỏ hoang và được chuyển đổi làm đất nông nghiệp, công nghiệp nhẹ và nhà ở.